# Турковская городская община
Турковская городская общи́на (укр. Турківська міська громада) — территориальная община в Самборском районе Львовской области Украины.
Административный центр — город Турка.
Население составляет 22 685 человек. Площадь — 387,3 км².

## Населённые пункты
В состав общины входит 1 город (Турка) и 24 села:
- Бережок
- Волчье
- Днестрик-Дубовый
- Жукотин
- Завадовка
- Закипцы
- Ильник
- Исаи
- Кондратов
- Локтев
- Лимна
- Лопушанка
- Лосинец
- Малая Волосянка
- Мельничное
- Прислоп
- Радич
- Розлуч
- Стодолка
- Хащев
- Шумяч
- Явора
- Ясеница
- Ясенка-Стецева